# Бонаккорси, Арконовальдо
Арконовальдо Бонаккорси (итал. Arconovaldo Bonaccorsi, 22 августа 1898 — 2 июля 1962) — итальянский военный, адвокат и политик, деятель фашистского движения.
Родился в Болонье. В 1919 году вступил в Итальянский союз борьбы. В 1922 году в качестве лидера фашистов Болоньи принял участие в марше на Рим. В 1928 году закончил Болонский университет и стал работать адвокатом, защищая фашистов в судах.
Когда в 1936 году в Испании началась гражданская война, и республиканцы попытались отбить у националистов Балеарские острова, Бонаккорси 26 августа прибыл в Пальму и, взяв на себя командование силами националистов, разбил республиканцев, за что Франко впоследствии наградил его Крестом Военных заслуг. Однако резня коммунистов, устроенная его «Драконами смерти» на Балеарах, привела к протестам со стороны Великобритании и Франции, а заявления о том, что Балеарские острова должны стать итальянским протекторатом, наносили ущерб международному имиджу Италии, поэтому 23 декабря 1936 года он был вынужден вернуться в Италию.
В феврале 1937 года Арконовальдо Бонаккорси в составе Итальянского экспедиционного корпуса вновь отправился в Испанию, где принял участие в Малагской операции и завоевании Каталонии.
В 1938 году в качестве генерала «чернорубашечников» Бонаккорси был отправлен в Итальянскую Восточную Африку. После начала Второй мировой войны принял участие в завоевании Британского Сомали. После того, как Итальянская Восточная Африка была завоёвана англичанами — оказался в британском плену, где оставался до конца войны.
В 1946 году вернулся в Италию, где вновь стал работать адвокатом, а также занялся политикой. В 1950 году защищал немецкого генерала Отто Вагенера, обвинённого в совершении военных преступлений на острове Родос и приговорённого к 15 годам тюрьмы. В 1957 году по приглашению Франко посетил Испанию. В 1958 году был в списке кандидатов от Итальянского социального движения на выборах в Палату депутатов. В 1962 году скончался в Риме в результате осложнений после операции.
- Бонаккорси в Пальме. 6 сентября 1936
- Бонаккорси в Манакоре